# Леонов, Анатолий Михайлович
Анатолий Михайлович Леонов (27 ноября 1920—2001) — советский инженер-конструктор. Участник Великой Отечественной войны. Лауреат Государственной премии СССР (1972). Старшина запаса. Член КПСС с 1950 г.

## Биография
Родился 27 ноября 1920 в д. Калдево Ершовской волости Егорьевского уезда Рязанского уезда (современного Клепиковского района Рязанской области).
До 1940 года был курсантом танковой бригады, далее до октября этого же года служил командиром танка Т-26 в 24 танковом полку.
В 1939—1946 гг. служил в РККА, с октября 1941 г. старший писарь Учебного танкового полка.
После увольнения в запас окончил институт.
Работал инженером-конструктором НИАТ (Национальный институт авиационных технологий), начальником отдела в КБ и НПО «Дельта».

## Награды
- Орден Отечественной войны 1 степени
- Орден Отечественной войны 2 степени
- Медаль "За победу над Германией в Великой Отечественной войне 1941-1945 гг."[2]
- Лауреат Государственной премии СССР (1972) — за разработку, освоение серийного производства и широкое внедрение станков с системой числового программного управления.